# ستيوارت سيرل
ستيوارت سيرل (بالإنجليزية: Stuart Searle)‏ هو لاعب كرة قدم بريطاني في مركز حراسة المرمى، ولد في 27 فبراير 1979 في ويمبلدون في المملكة المتحدة. لعب مع تشيلسي وميلتون كينز دونز ونادي ألدرشوت تاون ونادي تشيلمسفورد ونادي كرولي تاون ونادي واتفورد ونادي وكينغ.

## وصلات خارجية
- ستيوارت سيرل على موقع قاعدة بيانات كرة القدم.إي يو (الإنجليزية)
- ستيوارت سيرل على موقع Soccerbase.com (لاعب) (الإنجليزية)
- ستيوارت سيرل على موقع Soccerway.com (الإنجليزية)